# العلاقات الأمريكية السودانية
العلاقات الأمريكية السودانية هي العلاقات الثنائية بين الحكومة الأمريكية والحكومة السودانية.
العلاقات السودانية الأمريكية متوترة من حين لآخر في نواحيها السياسية والاقتصادية، الولايات المتحدة تنتقد انتهاكات حقوق الإنسان في السودان لذلك أرسلت الولايات المتحدة الأمريكية قوات لحفظ السلام لمنطقة دارفور، انتقد مسؤولين في الحكومة السودانية تدخل الولايات المتحدة الأمريكية ودول الغرب في منطقة دارفور كجزء من مخطط لتقويض الاقتصاد الوطني.

## مراجعة العلاقات

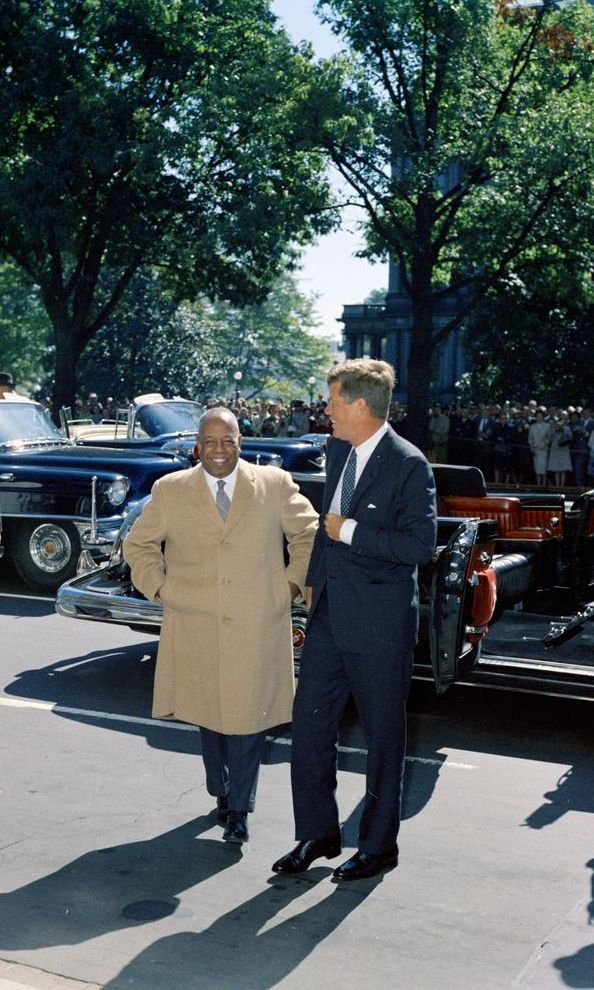
إبراهيم عبود يزور البيت الأبيض مع الرئيس كينيدي عام 1961